# 阿德兰托 (加利福尼亚州)
阿德兰托（英語：Adelanto），是美国加利福尼亚州圣贝纳迪诺县下属的一座城市。建市于1970年12月22日，面积大约为56.01平方英里（145.1平方公里）。根据2010年美国人口普查，该市有人口31,765人。